# Adalstjern
Adalstjern est un petit lac de Norvège qui se situe dans la municipalité  de Horten, à Borre dans le comté de Vestfold og Telemark.

## Description
Il se situe dans une réserve naturelle sur le campus de Bakkenteigen, qui fait de l'Université de la Norvège du Sud-Est à Borre, au sud de Horten.
Ce plan d'eau a été créé vers la fin de la dernière période glaciaire. Une baie peu profonde était coupée du fjord, endiguée par les landes et les montagnes. Les vestiges ont été prouvés par la découverte d'espèces d'argile et d'eau salée dans les couches plus profondes. L'État est propriétaire de la zone depuis 1967, date à laquelle il l'a achetée à la société de litière de tourbe Adal.
Un sentier de randonnée a été aménagé autour de l'ensemble du lac, et plusieurs bancs ont été aménagés. En raison du terrain marécageux et humide sur son pourtour, le chemin est surélevé à plusieurs endroits avec des planches.

## Aire protégée
La réserve naturelle d'Adalstjern a été créée en 2006 et comprend l'étang entouré de marais et sa forêt de hêtres.

## Galerie

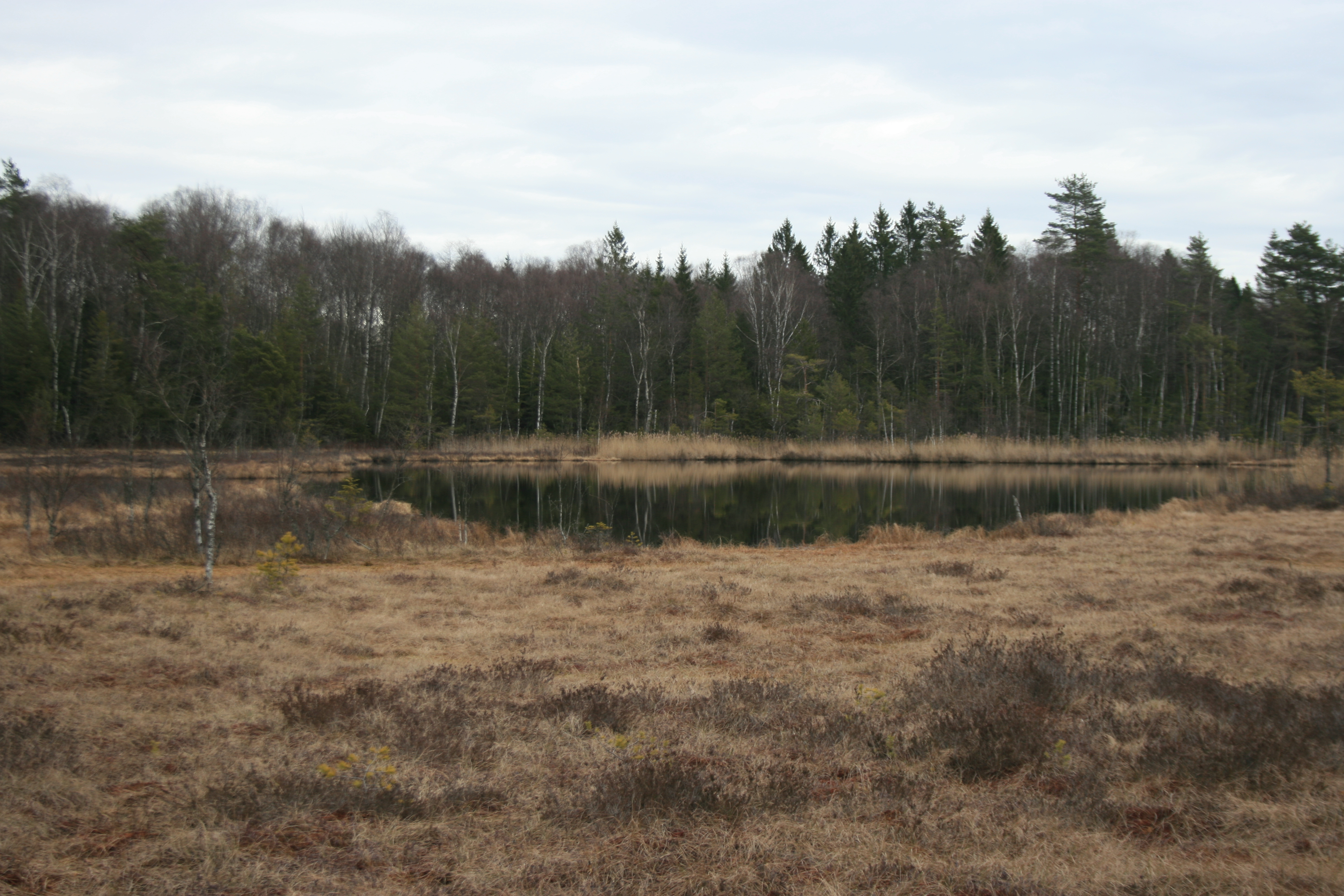
Adalstjern
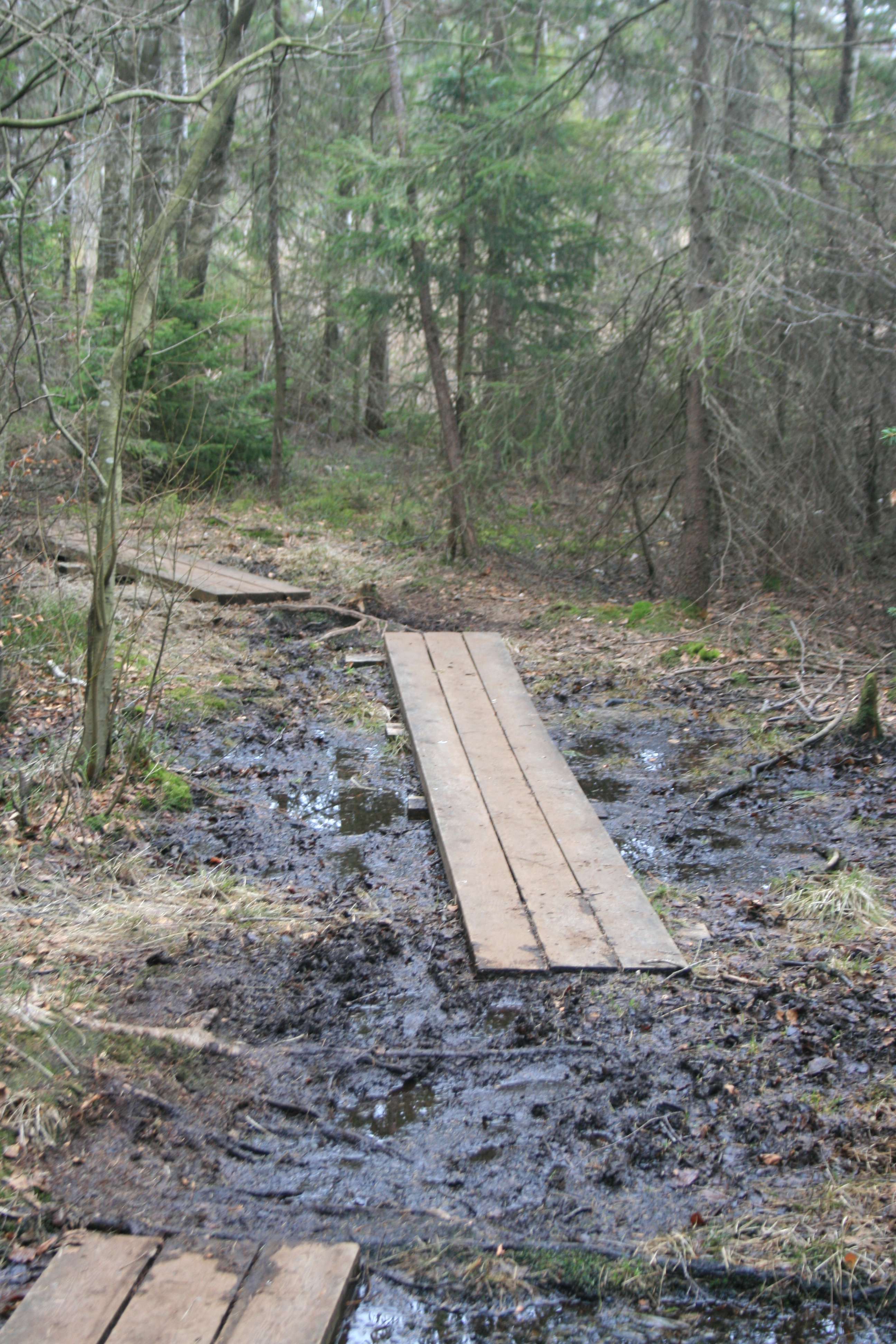
Sentier amménagé